# Мінтака
Мінтака (араб. منطقة) — адміністративно-територіальна одиниця в арабських та інших країнах. Часто вживається у значенні «район», «область», але буквально означає «регіон», «територія».
У Саудівській Аравії та Республіці Чад мінтака є одиницею першого рівня, а в решті країн відіграє роль одиниці другого рівня административно-територіального поділу.

## Термін використовується в наступних країнах
- Оман
- Чад
- Саудівська Аравія
- Сирія
- Бахрейн
- Сирія
- Ізраїль